# 芸防の渡し場跡
芸防の渡し場跡（げいぼうのわたしばあと）は、安芸国木野村（現広島県大竹市）と周防国小瀬村（現山口県岩国市）の境を流れる小瀬川に存在した、官道（山陽道/西国街道）の渡し船場跡。
川は芸防それぞれ別の名で呼ばれており、安芸側が木野川渡し（このかわわたし）、周防側が小瀬川の渡し（おぜがわのわたし）。うち広島側が「木野川渡し場跡」として大竹市指定重要文化財・史跡。

## 沿革
この川が安芸と周防の国境となったのは天平6年（734年）だった。古代山陽道が整備された時点で下流の平野は存在せず、地形的に唯一通ることができたのがやや内陸の木野村-小瀬村のところであった。（現在の大竹市市街地および和木町中心部は江戸後期から明治以降の干拓・埋め立てによって形成された。）
『佐伯郡廿ヶ村郷邑記』には、木野村渡し場のつなぎ石は元和10年（1624年）に調うとある。1つの川に2つの名があった（渡しの名もそれぞれ2つあった）例は全国的にも珍しかった。渡し賃は、文政2年（1819年）『国郡志御用に付木野村書上帳』によると「船渡しは役人（武士）が無料・その他の者が2文・牛馬が4文、徒歩渡りは無料」。多くの旅人は渡し賃を節約するため歩いて渡ったとされる。
安政6年（1859年）安政の大獄で江戸へ護送されることになった吉田松陰はここで一句残している。
また幕末、この周辺は第二次長州征討の際の芸州口（安芸口）の戦いの舞台となった。
明治になり伝馬が廃止されると、地元民による民営渡船となった。それも大正10年（1921年）両国橋が架橋し、他でも渡河橋が次々と架けられていくと、渡しは廃止された。
ここの情景と松陰の句を元に、大竹市出身の石本美由起が『矢切の渡し』を作詞した。

## 渡し
船渡しのところで、幅12間×深さ4尺5寸（約22m×1.4m）。徒歩渡りのところで、幅12間×深さ2尺（約22m×0.61m）。
渡し守は、両国から出され2人1組での交代制。あるいは3人ずつが昼夜3交代で詰めていた、あるいは渡舟は1隻しかなく小瀬村側が常勤3人で詰め木野村側は農民が常時一昼夜交代で勤めたとされる。その費用は芸防両国の折半だった。
木野村中津原には川止めなどの際に諸大名や役人が休憩所として用いる御茶屋が設けられていた。

## 現状
川のカーブの内側は国土交通省と大竹市により親水公園「小瀬川木野水辺の楽校」として整備されている。大竹市木野の小瀬川両国橋河川敷にあたるとして整備されている。
- 渡し場史跡
  - （復元）ごじんじ - 大名行列が渡るときに大名駕籠を置いた石[7]。
- 福島堤防（巻石護岸） - 広島藩初代藩主福島正則が整備したという伝説が残る堤防。「寛永・享保八年繕ひ有り」とある。石堤防の前面の根部を巻き石状に積んで補強している[8]。
- 小林三角和久 - 元禄13年（1700年）竣工。福島堤防の上流側にある三角形に突き出るように組まれた石組の水制工であり、2つが連動して治水機能している。現在はコンクリート化された[8]。
- 楮晒し場 - この付近は和紙の産地であり工房が存在する。ここはその原料であるコウゾの皮を川に晒すための場所[7]。
- 楮・ケナフ・桑畑 - 和紙の原材料の畑

流し雛の会場としても用いられている。

## 交通
- 坂上線バス（大竹市コミュニティバス）、「中津原バス停」下車、徒歩5分[1]